# John McDonald
John McDonald (ur. 24 maja 1837 w An Daingean (Dingle), Irlandia, zm. 30 stycznia 1917 w Rockville, Maryland) – amerykański polityk związany z Partią Republikańską. W latach 1897–1899 był przedstawicielem szóstego okręgu wyborczego w stanie Maryland w Izbie Reprezentantów Stanów Zjednoczonych.